# Rowokół
Rowokół (poloneză) sau Revekol (germană) este o colină glaciară de 115 m, aflată în comuna Smołdzino, powiat-ul słupski, voievodatul Pomerania, în partea septentrională a Poloniei,situată la o distanță de șase kilometri față de Marea Baltică. Face parte din Parcul Național Słowiński. Fiind observabilă din largul mării, este considerată ca punct de orientare în navigație. 
Prima atestare a numelui Rowokół datează din 1695. Pe vechile hărți maritime suedeze, colina apare sub denumirea de Reefcoll. Pe hărțile germane de la începutul secolului XX se poate găsi sub numele de Revekol. Se consideră că această denumire își are originea în limbile germanice de nord și înseamnă „vârful rotund”.